# Johann Baptist Hebenstreit (Lehrer)
Johann Baptist Hebenstreit (* um 1580 in Augsburg; † 10. September 1638 in Ulm) war ein deutscher Poet und Gymnasialrektor.

## Leben
Hebenstreit, ein Sohn des gleichnamigen Pfarrers Johann Baptist Hebenstreit, wurde in Augsburg geboren und wuchs in Lauingen (Donau) auf. 1600 immatrikulierte er sich an der Universität Tübingen, wo er 1602 den Magistergrad erwarb. Er wurde 1606 Schulrektor in Lindau am Bodensee und wirkte von 1610 bis zu seinem Tod in Ulm als Direktor des Gymnasiums.
Hebenstreit verfasste die Schulordnung von 1613, die auf der von Ludwig Rabus verfassten Schulordnung von 1557 fußte und das Vorbild für alle weiteren Schulordnungen der nächsten 150 Jahre bildete. 1618/19 war er am Ulmer Kometenstreit beteiligt. Er war mit Johannes Kepler befreundet, mit dem er seit 1620 regelmäßig korrespondierte. Er kümmerte sich um dessen Angelegenheiten und verfasste ein Würdigungsgedicht zu Keplers Tabulae Rudolphinae, das als Vorrede abgedruckt wurde. Auch zur Einweihung der Ulmer Dreifaltigkeitskirche 1621 verfasste er ein lateinisches Gedicht.

## Schriften (Auswahl)
- Cometen Fragstuck, auß der reinen Philosophia: Bey Anschawung deß in diesem 1618. Jahr, in dem Obern Lufft schwebenden Cometen, erläutert, vnd … an Tag gegeben Meder, 1618, 18 Seiten